# Oskar Messter
Oskar Messter (21 de noviembre de 1866 - 6 de diciembre de 1943) fue un inventor y magnate del cine alemán en los primeros años del cine. Su firma con Messter Film fue uno de los productores alemanes dominantes antes del surgimiento de UFA, en la que finalmente se fusionó.

## Biografía
Oskar Messter nació el 21 de noviembre de 1866 en Berlín, donde su padre había fundado en 1859 una empresa llamada Optisches und Mechanisches Institut Ed. Messter. Esta empresa fabricaba y vendía anteojos, aparatos médicos de precisión, dispositivos ópticos para magos y empresarios del espectáculo, reflectores eléctricos para teatros, y proyectores para la linterna mágica. Integrado en este mundo desde pequeño, Oskar fue adquiriendo habilidades tanto empresariales, como ópticas o mecánicas, que más tarde aplicaría en la cinematografía.
En 1892, los talleres de su padre pasaron a pertenecer a Oskar y comenzó a realizar sus propios experimentos. Siguiendo los pasos de Filoteo Alberini con el kinetógrafo, Robert William Paul con el theatrograph, Birt Acres con la linterna mágica en 1896, entre muchos otros, Messter logró desarrollar su primer proyector para retransmitir filmes del quinetoscopio de Thomas Alva Edison.
Más adelante, fue elegido para reparar un theatrograph, pero lo abandonó para centrarse en un mejor desarrollo del quinetoscopio, añadiendo de forma primeriza una “rueda de Ginebra” en los proyectores para que originara oscilantemente movimiento intermitente que hacía avanzar los fotogramas de la película. Siendo así, el 15 de junio de 1896 Oskar vendió su primer aparato. Pero Messter no era el único fabricante de proyectores cinematográficos en Alemania. Robert W. Paul en Londres construyó proyectores de forma independiente utilizando este mismo mecanismo para el avance de la película casi al mismo tiempo, o Georg Bartling, perteneciente a la empresa de GmbH, exhibió un proyector en la Exposición Industrial de Berlín en 1896.
A mediados de 1896, Messter comenzó a producir en serie cámaras y proyectores de cine que fueron muy exitosos. Para finales de 1896, Messters-Projection Berlin había fabricado 64 proyectores: 42 de estos se vendieron en Alemania y 22, en el resto de Europa. En sólo cuatro años, las utilidades de la compañía se multiplicaron por diez. También en 1896, Messter alquiló un pequeño teatro que había quebrado e inauguró la segunda sala de cine de Berlín, ya que la primera fue abierta por los enviados de los hermanos Lumière ese preciso año. Posteriormente, Messter debutó en el Apollo, un teatro de variedades berlinés, y organizó un servicio de proyecciones cinematográficas. Asimismo a finales de 1896, Messter ingresó en el negocio de la producción cinematográfica, creando sus primeras películas, como Un patinador en la estación oeste del ferrocarril (1896) y En la puerta de Brandenburgo, Berlín (1896).
En 1916, Oskar Messter fundó con la directora de cine Sascha Kolowrat-Krakowsky, la Wiener Sascha-Messter Film GmbH, hija vienesa de la Messter-Film GmbH. Sin embargo, al terminar la Primera Guerra Mundial, Messter vendió sus empresas en Berlín y Viena a la recién fundada Universum-Film Aktiengesellschaft (UFA).
Donó su colección de equipo de cine histórico al Museo Alemán en 1932. Messter murió el 6 de diciembre del 1943 en Tegernsee.

## Aportaciones
Oskar Messter se caracterizó por poseer una mentalidad innovadora que supo aplicar a la exploración del nuevo medio de la cinematografía, ya fuera con propósitos científicos, como con fines comerciales. Entre sus aportaciones más señaladas se cuentan:
- La fotografía en cámara lenta de la eclosión de las flores a principios de 1897.
- Diversos experimentos de cinematografía microscópica realizados entre 1900 y 1910
- Construcción del primer estudio cinematográfico de Alemania en 1900, que contaba con iluminación artificial con cuatro lámparas, donde se podía trabajar independientemente de la luz solar y del tiempo. En 1901, trasladó el estudio a otro local muy similar debido al espacio disponible. Más tarde, en 1905 Messter adaptó un atelier o taller de cristal como estudio de cine con doble altura y cuartos adyacentes para guardar los decorados y el vestuario de cada representación. En este nuevo estudio, sí que dependía de la iluminación natural, aunque gradualmente comenzó a utilizar reflectores de arco que le permitían trabajar con una luz mixta. Sin embargo, al cabo de algunos años este estudio le resultó insuficiente y alquiló dos pisos más para construir una estructura colgante, que contaba con un motor eléctrico para mover los reflectores o las cámara alrededor del escenario.
- Las primeras proyecciones sonorizadas en Alemania en 1903.
- El equipamiento de su sistema de sincronización electromecánica con el Biófono Tonbilder en más de 500 salas de cine entre 1905 y 1913. Se trataba de un mecanismo de sincronización electromecánica que consistía en un sistema eléctrico que hacía funcionar a igual velocidad los motores de un proyector cinematográfico y de un gramófono.
- La presentación de películas habladas en inglés en la Feria Mundial de Saint Louis, Missouri, Estados Unidos en 1904.
- La realización un total de trescientas veintiséis películas mudas entre 1896 y 1918. Hasta 1910, todas ellas fueron cortometrajes de muy breve duración y a partir de 1911, ya eran mediometrajes y largometrajes.
- La construcción del “estrellato” mediante la promoción de la actriz Henny Porten de 1910 a 1918.
- La introducción en el mercado del proyector estándar Thaumatograph Modell XVII del 1914.
- La fundación del noticiario cinematográfico Die Messters-Wochenschau (1914)
- La fabricación de cámaras de reconocimiento militar de alta velocidad en 1915
- La organización de la Sociedad Técnico-Cinematográfica Alemana.
- La reorganización de sus actividades cinematográficas en un consorcio compuesto por tres compañías diferenciadas en 1901: la Messters-Projection GmbH, para la producción y distribución de películas; la Vereinigte Mechanische Werkstätten GmbH, para la fabricación de equipos óptico-mecánicos; y la Kosmograph Compagnie GmbH, para la exhibición de películas en teatros de variedades.

## Interés por la sonorización
Desde 1896, Messter estuvo interesado en la búsqueda de un método de reproducción y sincronización de los efectos sonoros del espectáculo cinematográfico en la época del “cine mudo”. De modo que Messter inventó el biófono Tonbilder para exhibir películas, en las que un gramófono tocaba “Unter den Linden” acompañando la proyección de imágenes animadas, pero no se trataba de un simple “acompañamiento” sino de hacer coincidir de manera precisa la serie de piezas musicales con las imágenes en movimiento. En efecto, en la sonorización del cine mudo hubo que resolver problemas de sincronización, ya que la imagen y el sonido se grababan y reproducían por aparatos separados, que eran difíciles de iniciar y de mantener aparejados. El 31 de agosto de 1903 Messter llevó a cabo en el Teatro “Apollo” de Berlín la primera proyección sonorizada que tuvo lugar en Alemania. El inventor del biófono puede congratularse de pertenecer al mundo moderno.
Hasta 1907 el ramo de los Tonbilder de la industria cinematográfica alemana estuvo dominado por Oskar Messter, quien había llegado al siguiente acuerdo con Léon Gaumont de que Gaumont no abastecería de Phonoscènes a Alemania y Messter no proveería de biófonos Tonbilder a Francia, y que sus respectivos aparatos se venderían por un consorcio común denominado Gaumont-Messter-Chronophone-Biophon. Los Tonbilder de Messter se vendieron bien mientras éste mantuvo su superioridad técnica sobre otros productores de películas en Alemania.

## Filmografía seleccionada
Entre 1903 y 1910, Messter produjo la primera serie exitosa y popular de películas sonorizadas, entre ellas:
- Terceto para xilófono (1903)
- Danza apache (1906)
- La danza de Salomé (1906)
- La porcelana de Meissner (1906)
- Canción de cuna (1908)
- Dueto para xilófono (1908)
- Enamoramiento en los manantiales de Alm (1908)
- Fiesta de la primavera: pareja de baile (1909)
- La hija del regimiento (1909)
- Maniobra de otoño: canción silbada (1909)